# Kovács M. István
Kovács M. István (Miskolc, 1954 –) Kazinczy-díjas magyar rádióbemondó.

## Életpályája
Miskolcon született 1954-ben. A kazincbarcikai Irinyi János Vegyipari Technikum és Szakközépiskolában 1973-ban érettségizett. A veszprémi Vegyipari Egyetemen, nehézvegyész karon szerzett üzemmérnöki diplomát.
A veszprémi egyetem kollégiumi stúdiójában kezdett rádiózással foglalkozni. Diploma után szülővárosában a rádió körzeti stúdiójában hétvégenként, külsősként, és a főállású bemondó helyetteseként dolgozott.
1984-ben kezdett éjszaka is sugározni a Petőfi Rádió, akkor került előbb kétéves gyakornoki időre, majd végleg Budapestre. Azóta volt a Magyar Rádió bemondója, 39 éven át, nyugdíjazásáig.
Bemondói munkájában – a maga vallomása szerint – az írott információ egyszerű, jól érthető továbbadását tartotta a legfontosabbnak, mert tisztelte a hallgatót. Mint mondta: 

„Vidéki származású emberként tisztában vagyok vele, mekkora tekintélye van a rádióban elhangzott információnak.”

Rádiós munkája során mindhárom adón: a Kossuth, a Petőfi, és a Bartók Rádióban dolgozott – véglegesítése után főleg hírolvasóként, azután műsorközlőként, zeneszámok konferálójaként.
Munkájához magától értetődően a hangverseny-konferálás is hozzátartozott, és ezzel együtt nagy fokú kulturális háttérismeretet igénylő (tudományos és ismeretterjesztő) szövegek értető megszólaltatása – rádióban, tévében. 
1998-ban pályatársai szavazata alapján Johannesz Zsuzsával, volt az év bemondója, és 2009-ben megkapta az év rádiósa-díjat. Példamutatóan tiszta és értő-értető beszédéért 2018-ban a Kazinczy-díjat kapott.

## Narrációs munkáiból
- Srebrenica (angol dokumentumfilm)
- Borneói bújócska – Kalimantan punanjai (francia ismeretterjesztő film)
- Az első amerikaiak (angol dokumentumfilm)

## Díjai, elismerései
- Az év bemondója (1998) [1]
- Az év rádiósa (2009)
- Kazinczy-díj (2018)[2]